# Tabuelan
Tabuelan is een gemeente in de Filipijnse provincie Cebu. Bij de census van 2015 telde de gemeente bijna 26 duizend inwoners.

## Geografie

### Bestuurlijke indeling
Tabuelan is onderverdeeld in de volgende 12 barangays:
| - Bongon - Kanlim-ao - Kanluhangon - Kantubaon - Dalid - Mabunao | - Maravilla - Olivo - Poblacion - Tabunok - Tigbawan - Villahermosa |

## Demografie
Tabuelan had bij de census van 2015 een inwoneraantal van 25.630 mensen. Dit waren 3.338 mensen (15,0%) meer dan bij de vorige census van 2010. Ten opzichte van de census van 2000 was het aantal inwoners gegroeid met 6.257 mensen (32,3%). De gemiddelde jaarlijkse groei in die periode kwam daarmee uit op 1,85%, hetgeen hoger was dan het landelijk jaarlijks gemiddelde over deze periode (1,72%).

De bevolkingsdichtheid van Tabuelan was ten tijde van de laatste census, met 25.630 inwoners op 141,13 km², 181,6 mensen per km².